# Bad Saarow
Bad Saarow település Németországban, azon belül Brandenburgban. Lakosainak száma 6546 fő (2023. december 31.).  Korábbi nevei Saarow-Pieskow (1907 – 1923), illetve Bad Saarow-Pieskow (1923 – 2002) voltak.

## A település részei
2002. dezember 31-én Neu Golm és Petersdorf Bad Saarow részei lettek.

## Népesség
A település népességének változása:
| Lakosok száma | 5251 | 5608 | 5851 | 6184 | 6429 | 6546 |
|               | 2015 | 2017 | 2019 | 2021 | 2022 | 2023 |

## Híres személyek

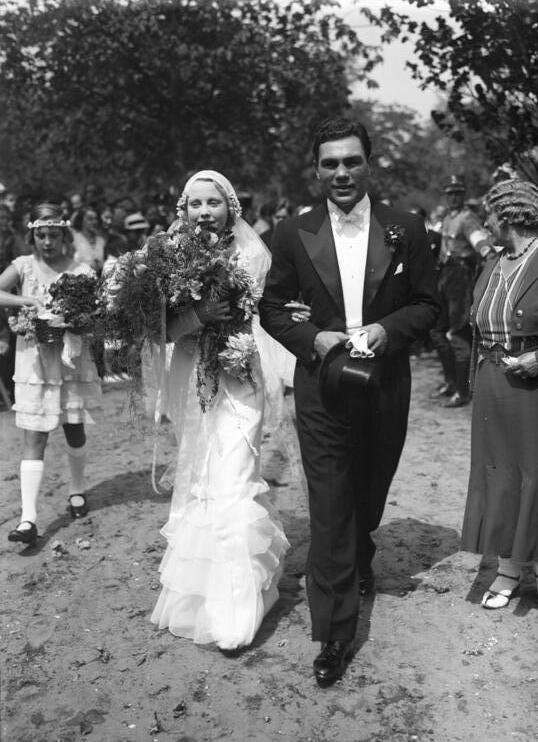
Max Schmeling és Anny Ondra esküvője Bad Saarowban, 1933

- Jörg Schönbohm (1937–2019) 1999–2009 brandenburgi belügyminiszter,
- Cornelia Ernst (* 1956 Bad Saarow-Pieskow), politikus (Die Linke),
- Georg Michaelis (1857–1936), politikus, kancellár, aki Bad Saarowban hunyt el,
- Anny Ondra (1902–1987), színésznő élt Bad Saarowban,
- Max Schmeling (1905–2005), ökölvívó élt Bad Saarowban,
- Johannes R. Becher (1881–1958), költő és politikus nyaralt Bad Saarowban,
- Waldemar Verner (1914–1982), költő és politikus élt Bad Saarowban,
- Gerlinde Stobrawa (1949–2024), 2003–2013 saarowi polgármester volt.